# Gàrgola

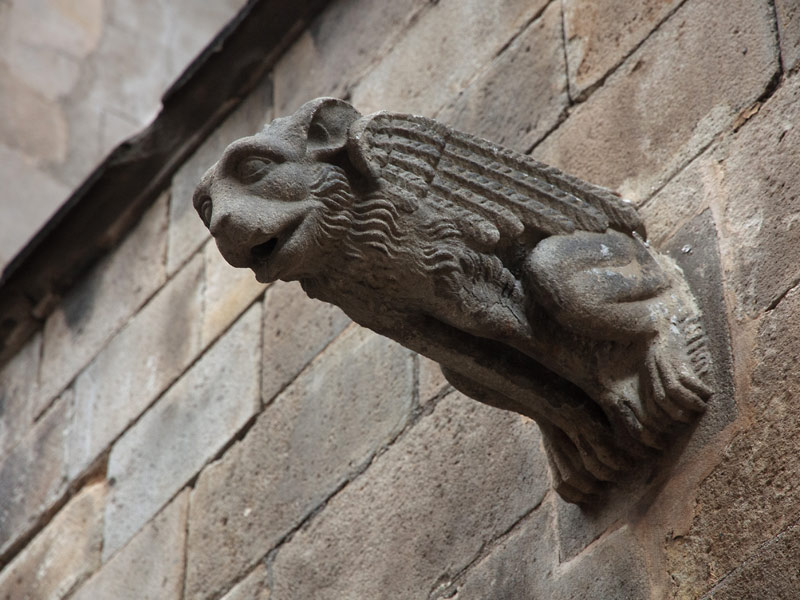
Gàrgola de la catedral de Barcelona

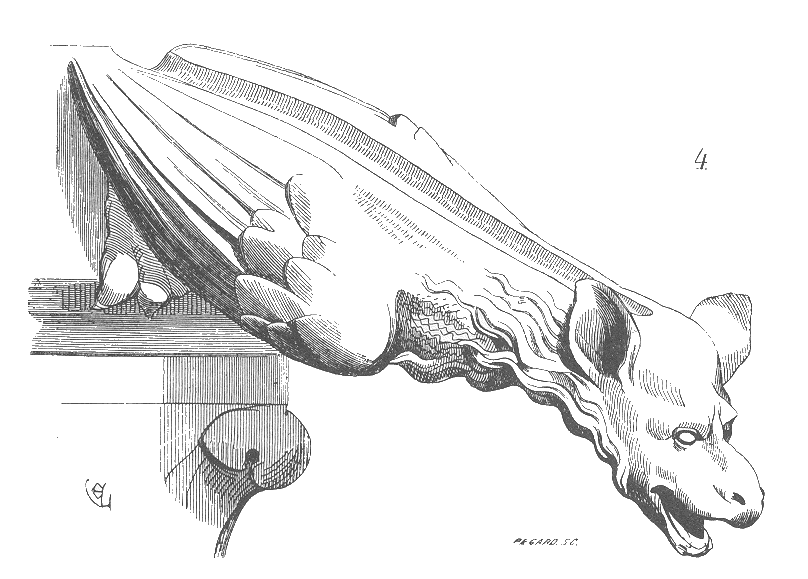
Gàrgola (del Dictionnaire raisonné de l'architecture française, 1854-1868)

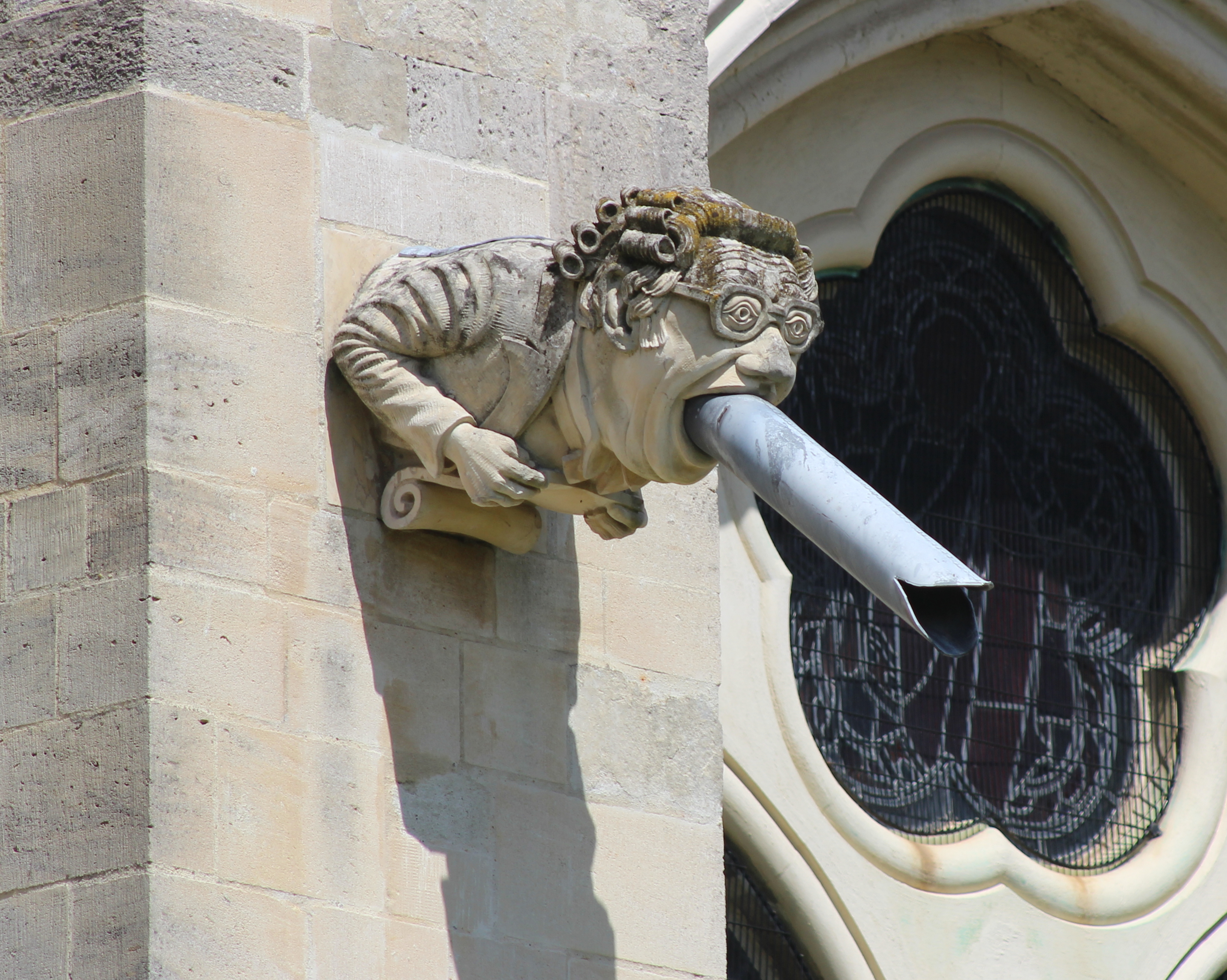
Gàrgola moderna, catedral de Chichester, que mostra un rec.

Una gàrgola (del francès gargouille > gargouiller o occità gorgolh/gargolh/borbolh o gargolha, gargalh - baix llatí gargaillus-, 'produir un soroll similar al d'un líquid dins d'un tub', llatí: gurgŭlio raig o broll d'aigua, d'una font, etc., o gargărīzo i grec: γαργαρίζω, 'fer gàrgares' o γαργαρeωv 'gorja', γαργbρa, conducte) o carassa és una part que sobresurt d'una canonada, que serveix per a evacuar l'aigua de les teulades. En l'arquitectura medieval, especialment en la gòtica, són molt usades en esglésies i catedrals. Acostumen a estar adornades amb figures intencionadament grotesques que representen humans, animals, monstres o dimonis. Segons algunes tradicions, tenien la funció simbòlica de protegir el temple i el poder d'espantar els mals esperits i els pecadors, però la seva veritable interpretació encara presenta moltes llacunes. La representació d'animals fantàstics oferia llibertat a l'artista enfront de la censura eclesiàstica; era la manera mitjançant la qual els escultors podien donar forma a la seva fantasia i expressar el que volien amb una gran varietat de formes extravagants, d'un gran efecte plàstic.
Es varen mantenir, en menor quantitat, en l'arquitectura renaixentista i, fins i tot, en algunes esglésies barroques.
Més recentment, l'arquitecte francosuís Le Corbusier ha fet servir també gàrgoles a la capella de Notre-Dame du Haut, a Ronchamp (França).
És un error estès d'anomenar 'gàrgola' qualsevol figura grotesca o monstruosa de les esglésies medievals; només es poden qualificar de tals aquelles que s'ajustin a la funció específica de conducció hidràulica. Així, per exemple, les famoses figures monstruoses de funció purament decorativa instal·lades per Viollet-le-Duc a la catedral de Notre Dame de París han de ser anomenades quimeres, i no pas gàrgoles. Les gàrgoles apareixen com a criatures vivents, sovint amb urpes i grans ales, en moltes obres de ficció modernes.